# Nikolaos Zachariadis
Nikolaos Zachariadis (27.  travnja, 1903., Adrianopol, Osmansko carstvo - 8. kolovoza, 1973., Surgut, Sovjetski savez) bio je generalni tajnik Grčke komunističke partije (KKE) od 1931. do 1956. godine.

## Mladost
Rođen je Adrianopolu 1903. godine, kao sin namještenika u turskom duhanskom monopolu. Radio je kao mornar po Crnom moru, tako je i dospio u dodir s boljševističkim idejama. Zatim je studirao na Međunarodnoj lenjinskoj školi i Komunističkom sveučilištu radnika istoka (KUTV) u Moskvi.

## Politička aktivnost u Grčkoj
1923. godine, vraćen je u Grčku da organizira Federaciju Grčke komunističke mladeži (OKNE). Uhićen je i zatvoren, ali je kasnije uspio pobjeći u Sovjetski Savez. No već 1931. godine ponovno je poslan u Grčku, ovaj put da uvede red u vrlo razjedinjenu Grčku komunističku partiju (KKE), iste je godine (neki tvrde tek 1935. ), imenovan ( po naredbi Staljina i Kominterne), za generalnog sekretara grčkih komunista (KKE).
U kolovozu 1936. godine, uhapsila ga je Državna sigurnost diktatorskog režima generala Metaxasa, i zatočila. Iz zatvora je Zachariadis uspio proturiti pismo, kojim apelira na sve Grke da se odupru talijanskoj invaziji na Grčku u listopadu 1940. godine, te da taj obrambeni rat pretvore u rat protiv fašizma.
Grčki komunisti tvrde i danas da je to pismo bilo tvorevina Metaxasovih službi sigurnosti, jer je stav komunista bio da je grčko - talijanski rat, rat između imperijalističkih neprijatelja.
16. studenog 1940. godine, Zahariadis je objavio svoje drugo pismo, kojim je optužio Grčku vojsku da vodi fašistički i imperijalistički i pozvao SSSR da poduzme akcije protiv Metaxasovog režima. U svom trećem pismu (iz siječnja 1941.), Zahariadis je ponovio svoj stav o tom pitanju i istakao da se Grčka komunistička partija (KKE) zalaže za autonomiju Makedonije i prava Makedonskog naroda.
Antiratni stav Grčke komunističke partije (KKE) je definitivno promijenjen nakon iznenadnog njemačkog napada na SSSR 22. lipnja 1941. Tada je KKE pozvao grčki narod da se odupre fašističkom i nacističkom neprijatelju, istovremeno je KKE osnovao i svoje prve organizacije narodnog otpora: EAM-ELAS.
Nakon Njemačkog napada na Grčku 1941. godine, Nijemci su ga uputili u koncentracijski logor Dachau, iz kojeg je pušten po završetku rata u svibnju 1945. Nakon povratka u Grčku, ponovno preuzima vodstvo Grčke komunističke partije (KKE) od dotadašnjeg Generalnog sekretara Georgiosa Siantosa (koji je to bio od siječnja 1942. godine).

## Građanski rat
Zachariadis je vodio vojne operacije prokomunističke Demokratske armije Grčke, koja je osnovana s ciljem da Grčku pretvori u Socijalističku narodnu republiku, po uzoru na ostale zemlje istočnog bloka. Prema službenim stajalištu Grčke komunističke partije (KKE), Grčka je u to vrijeme bila pod britanskom okupacijom. Nakon nekoliko godina građanskog rata, komunistički ustanici su vojno poraženi 1949. godine.

## Nakon građanskog rata
1949. godine, vodstvo Grčke komunističke partije (KKE) i ostatci demokratske vojske pobjegli su u egzil, u različite socijalističke države. I u emigraciji u inozemstvu, Zachariadis je uživao podršku SSSR-a i ostao neprikosnoveni vođa Grčke komunističke partije (KKE). Međutim nakon smrti Staljina 1953. godine, Zachariadis je pao u nemilost novog rukovodstva SSSR-a, unatoč činjenici da je još uvijek uživao potporu velikog broja članova partije.
U svibnju 1956. godine, za vrijeme 6. Generalne skupštine Centralnog komiteta KKE, na inzistiranje i intervenciju Komunističke partije SSSR-a, Zachariadis je otstupio s mjesta generalnog sekretara. A veljači 1957. godine Zachariadis je i izbačen iz Grčke komunističke partije (KKE), kao i veliki broj njegovih pristaša.
Zachariadis je proveo ostatak života u sibirskom progonstvu, najprije u Jakutskoj, a kasnije u Surgutu (također u Sibiru), gdje je po tvrdnjama KGB-a počinio samoubojstvo 1973. godine, ali postoje i indicije da je ubijen. Do danas su sovjetski državni arhivi u vezi s njegovom smrću ostali prekriveni velom tajne.
U prosincu 1991., samo nekoliko dana nakon raspada SSSR-a, Zachariadesovi posmrtni ostatci vraćeni su u Grčku, i svečano sahranjeni, to je dalo priliku njegovim brojnim poklonicima da mu odaju posljednju počast.